# Прямой узел (теория узлов)

Прямой узел, представленный как ленточный узел

В теории узлов прямой узел — это составной узел, полученный  соединением трилистника с его отражением. Узел тесно связан с бабьим узлом, который также является соединением двух трилистников. Поскольку трилистник является простейшим нетривиальным узлом, прямой и бабий узлы являются простейшими составными узлами.
Прямой узел является математической версией бытового двойного узла.

## Построение
Прямой узел можно построить из двух трилистников, один из которых должен быть левосторонним, а другой — правосторонним. Каждый из узлов рассекается и свободные концы попарно соединяются. В результате соединения получается прямой узел.
Важно, чтобы брались два зеркальных образа трилистника. Если взять два одинаковых трилистника, получится бабий узел.

## Свойства
Прямой узел является ахиральным, что означает, что он не отличается от своего зеркального образа. Число пересечений прямого узла равно шести, что является минимумом для составных узлов.
Многочлен Александера прямого узла равен
{\displaystyle \Delta (t)=(t-1+t^{-1})^{2},}
что просто является квадратом многочлена Александера трилистника.  
Аналогично, многочлен Александера-Конвея прямого узла равен
{\displaystyle \nabla (z)=(z^{2}+1)^{2}.}
Эти два многочлена в точности те же, что и для бабьего узла. Однако многочлен Джонса прямого узла равен
{\displaystyle V(q)=(q^{-1}+q^{-3}-q^{-4})(q+q^{3}-q^{4})=-q^{3}+q^{2}-q+3-q^{-1}+q^{-2}-q^{-3}.}
Этот многочлен равен произведению многочленов Джонса для левого и для правого трилистников и он отличается от многочлена Джонса для бабьего узла.
Группа прямого узла задаётся следующим образом
{\displaystyle \langle x,y,z\mid xyx=yxy,xzx=zxz\rangle }.
Эта группа изоморфна группе бабъего узла, и это служит простейшим примером двух различных узлов с изоморфными группами узлов.
В отличие от бабьего узла прямой узел является ленточным, а потому срезанным.